# بند تحكيم
بند تحكيم في الاقتصاد (بالإنجليزية: arbitration clause) هو في العادة أحد بنود عقد بين طرفين، وهو ينص على أن يلجأ الطرفان في حالة الخلاف إلى تحكيم . وقد يسمي البند الشكل القانوني للتحكيم، وهو يربط المتعاقدين بحل أي خلاف بينهم خارج المحكمة عن طريق التحكيم.
وحسب الإجراءات الخاصة بالتحكيم يوافق الطرفان المتنازعان مسبقا على أن يقبلا قرار الحكم، ويقران بأنه لا يحق لأي طرف منهما أن يستأنفه فيما بعد .

## صفحات ذات صلة
- قانون
- قانون عام